# Daniele Andrea Dolfin
Daniele Dolfin, detto Andrea (Venezia, 22 aprile 1748 – Padova, 1798), è stato un nobile, politico e diplomatico italiano.
Ambasciatore sia presso il Regno di Francia durante la sua rivoluzione che nel Sacro Romano Impero, è noto per la frequentazione di Benjamin Franklin e per l'introduzione delle sue invenzioni nella Repubblica di Venezia.

## Biografia
Figlio di Daniele I (detto Giovanni) e di Bianca Contarini, era membro dei Dolfin del ramo di San Pantalon.
Seguì il tradizionale cursus honorum previsto per i giovani aristocratici veneziani. Dal 1775 al 1777 fu capitano e vicepodestà di Verona, dove incentivò l'industria serica.
Nel periodo fra il 1780 ed il 1786 visse a Parigi come ambasciatore per la Repubblica di Venezia presso il Regno di Francia, alla corte di Luigi XVI. La città, calata nell'età dei lumi, era percorsa dai fermenti che di lì a poco sarebbero sfociati nella Rivoluzione. Uomo di cultura e amico di letterati, il Dolfin visse la sua missione con un certo disagio, messo in secondo piano dalla politica rinunciataria della Serenissima. Non potendo prendere parte alle vicende più importanti, nei suoi dispacci raccolse osservazioni sulla vita politica e culturale francese.
Affascinato dal Franklin, il Dolfin ne coltivava la confidente e stimolante amicizia: lo invitava a cena, conversando sulle prospettive politiche del nuovo Stato, lo dipingeva al Senato con le espressioni più lusinghiere e al suo ritorno in patria introduceva nel Veneto la "stufa di Pennsylvania" e il parafulmine.
Assai apprezzate dagli storici attuali sono le note sulla Rivoluzione americana che dimostrano la simpatia del Dolfin per i coloni e in particolare per la figura di Benjamin Franklin con cui ebbe frequenti rapporti: nelle numerose sono le volte dove lo invitava a cena, conversavano sulle prospettive politiche del nuovo Stato, dipingendolo al Senato con le espressioni più lusinghiere. Paragonò il nuovo Stato con la Roma antica, pronosticando che:
Dall'amicizia con il grande statista il veneziano cercò di cogliere anche delle opportunità per la Serenissima: introdusse in patria la "stufa Franklin" e il parafulmine e, soprattutto, caldeggiò un accordo commerciale con la nascente democrazia; ma il Senato, coerente con la sua politica neutrale non considerò l'offerta.
Tornato a Venezia fu subito creato senatore e, poco dopo, venne nominato ambasciatore presso il Sacro Romano Impero. Giunto a Vienna già nel giugno 1786, svolse il suo mandato con tranquillità, sebbene da tempo gli Asburgo celassero a stento le ambizioni territoriali verso la Repubblica (e lo stesso Dolfin lo ribadì in una sua relazione al governo). L'attenzione internazionale, infatti, era concentrata sulla rivoluzione francese; anche il diplomatico veneziano lasciò interessanti osservazioni a proposito.
Rientrato in patria, entrò nel Consiglio dei Dieci di cui fu più volte savio (1793, 1795 e 1796). Il 15 marzo 1797 tentò di risollevare le sorti veneziane proponendo al Senato una confederazione con la Francia e l'aggregazione al Maggior Consiglio di duecento rappresentanti della Terraferma, ma nemmeno due mesi dopo la Repubblica soccombeva sotto l'occupazione giacobina.
Fatto assolutamente sorprendente, il Dolfin aderì alla neonata Municipalità come membro del Comitato di sanità. Durante questo brevissimo governo lavorò a favore degli ex nobili impoveriti, si occupò della consegna ai Francesi dei documenti degli inquisitori di Stato, di questioni militari e finanziarie. Fu inoltre incaricato di istituire una Municipalità anche a Raspo, in Istria.
Dopo il trattato di Campoformio aderì al governo asburgico e il 9 dicembre 1797 succedette a Giovanni Bujovich nella presidenza provvisoria della nuova Municipalità.
Trascorse i suoi ultimi giorni di vita tra il palazzo Dolfin di San Pantalon e la sua residenza padovana in contrada San Daniele, dove morì. Con lui si estinse il celebre ramo dei Dolfin "di San Pantalon" poiché i figli Zanetto e Bianca, avuti dalla moglie Giustiniana Gradenigo, gli erano premorti.
I suoi cospicui beni passarono al figlio della sorella Cecilia, Gasparo Lippomano, e quindi al nipote di questi, Giovanni Querini Stampalia. Alcuni di essi, tra cui il celebre Ritratto di un Dolfin Procuratore e Generale da Mar di Giambattista Tiepolo sono oggi esposti al museo della fondazione Querini Stampalia. Tra le altre proprietà spicca "La Mincana", una villa veneta a Carrara San Giorgio della quale rifece il parco servendosi delle nozioni apprese durante le sue esperienze all'estero.

## Pensiero sulla rivoluzione francese
Le annotazioni più interessanti da lui scritte sono quelle riservate alla rivoluzione francese, da lui definita 
Già nei suoi dispacci da Parigi del resto egli aveva notato ciò:
Definì anarchica la società francese, priva di una costituzione. In queste pagine si nota lo smarrimento del Dolfin nell'Ancien Régime di fronte ad eventi politici e sociali che stavano dissolvendo valori e certezze millenari.